# La Mort aux Juifs
Der ehemalige französische Weiler oder Lieu-dit La Mort aux Juifs (zu Deutsch etwa: (Der) Tod den Juden oder Wo Juden starben) im Département Loiret, etwa zwölf Kilometer östlich von Montargis, bestand aus einem Bauernhof und einer Handvoll Häuser. Er gehörte zur Gemeinde Courtemaux und ist seit 1990 nicht mehr mit Ortstafeln beschildert. Seit Ende 2014 wurde der Weiler auf die Gemarkungen  Les Croisilles und La Dogetterie aufgeteilt.

## Geschichte
Laut einer ersten urkundlichen Erwähnung gibt es den Weiler bereits auf der Karte von Cassini (um 1757). Ein Nobelmann, Messire Pierre Ozon, Herr von La Mort aux Juifs, wird dort im späten 17. Jahrhundert bezeugt. Die Ortsbezeichnung war bereits in den 1990er Jahren Gegenstand heftiger Diskussionen. Heute weist kein Ortsschild mehr auf den Weiler hin, nachdem es die Bewohner 1990 entfernt hatten. Im Kataster wird die Bezeichnung noch verwendet. Im August 2014 stieß das Simon-Wiesenthal-Zentrum in Immobilienanzeigen auf den Namen „La Mort aux Juifs“ und beschwerte sich daraufhin beim französischen Innenminister Bernard Cazeneuve. Es fordert nun die Umbenennung der Ortschaft.

## Namensgebung

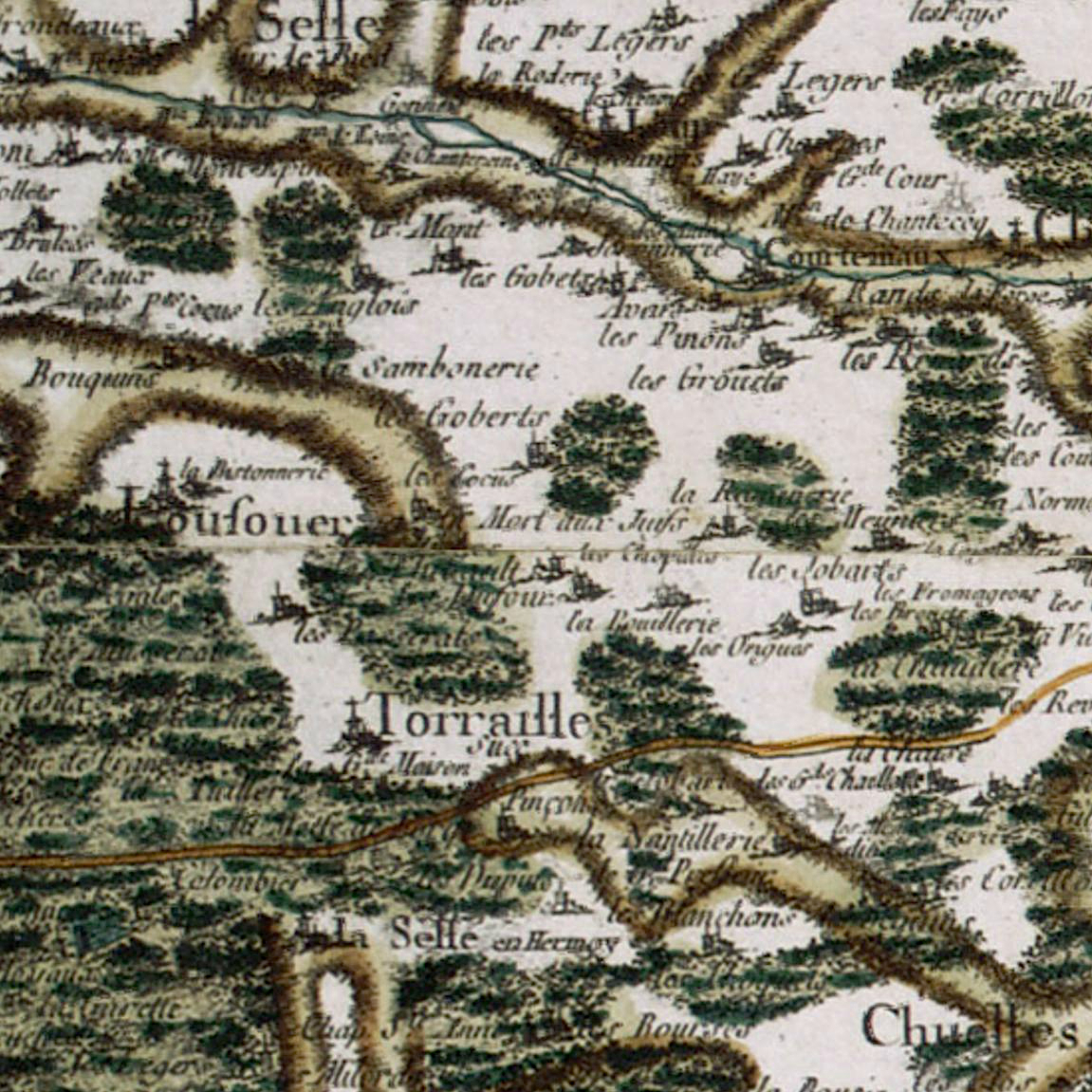
La Mort aux Juifs, Carte de Cassini ca. 1757

Nach der lokalen Geschichtstradition werden verschiedene Versionen der Herkunft des Namens erzählt: Es gibt einmal die Hypothese aus dem 19. Jahrhundert, dass es ein Erlass von König Johann II. war, der im nur fünf Meilen entfernten Schloss Chantecoq am 18. Juli 1353 unterzeichnet wurde und in einem möglichen Zusammenhang zur Erinnerung an ein Pogrom gewesen sein soll. Des Weiteren gibt es nach dem französischen Historiker Pierre Miquel eine andere Verknüpfung aus der Geschichte, nämlich die Erwähnung des Ortes als eine markierte Zahlstelle namens „Le Marc-aux-Juif“, was eine Maut im Wert einer damaligen Silbermarke entsprach. Der Offizier, der dies vorschlug, soll ein Jude gewesen sein, oder jüdische Händler hätten die Maut bezahlen müssen. Schließlich halten manche Zeitgenossen die Bezeichnung „La Mare (Marais) des Juifs“ („Der Teich der Juden“ oder „Der Morast, Sumpf der Juden“) für wahrscheinlich, wenn man bedenkt, dass eventuell eine antisemitische Konnotation in Zusammenhang mit einer Volksetymologie möglich gewesen sei. 
Die ursprüngliche Namensidee aus dem Mittelalter mit dem Wort „Mort“ (Tod) war jedenfalls nicht absichtlich gewählt worden, damit sie mit einem etwaigen Völkermord in Verbindung gebracht werden könnte. Wahrscheinlich war eher ein Teich oder ein Sumpf gemeint.
Über eine mögliche Umbenennung in „la mare aux geais“ (Der Teich der Eichelhäher) sollte auf einer Gemeinderatssitzung im September 2014 entschieden werden. Einzig dieses Gremium ist befugt, eine Namensänderung vorzunehmen.
Dazu sagte eine Gemeinderätin aus Courtemaux, zu dem der Weiler gehört:

„Ein früherer Gemeinderat hatte vor mindestens zwanzig Jahren bereits die Umbenennung dieser Lokalität abgelehnt. Das ist doch lächerlich, diesen Namen hat es immer gegeben. Niemand will den Juden etwas, ist doch klar. Und es wundert mich nicht, dass diese Geschichte wieder auf dem Teppich liegt. Zu einer Namensänderung braucht es einen Entscheid des Gemeinderates, aber ich wäre überrascht, wenn es so wäre. Warum einen Namen ändern, der bis auf das Mittelalter zurückgeht? Wir müssen diese alten Namen respektieren.“

## Jüngste Entwicklung
Nach dem Eingreifen des Simon Wiesenthal Centers versprach der Innenminister Bernard Cazeneuve die Angelegenheit zu verfolgen und dafür zu sorgen, dass eine Umbenennung erfolge. Auf seine Veranlassung sorgte der Unterpräfekt Paul Laville für die Einberufung des Gemeinderates Ende September 2014. Dieser kam jedoch zu keinem Beschluss. Bei einer erneuten Sitzung Anfang Dezember 2014 wurde eine Namensänderung abgelehnt. In der Folge drohte der Unterpräfekt, die Gemeinde vor dem Verwaltungsgericht zu verklagen, falls der Gemeinderat nicht binnen drei Tagen einen Beschluss im Sinne des Innenministers fasse. Anlässlich einer eilends einberufenen Sitzung beschloss der Gemeinderat, den Namen La Mort-aux-Juifs zu streichen und durch die Namen der benachbarten Weiler Les Croisilles und La Dogetterie zu ersetzen. 
Der Maire Michel Vouette erklärte erneut, der Name hätte für die Einheimischen in keiner Weise einen antisemitischen Klang gehabt, hingegen hätte man das historische Erbe bewahren wollen, zu dem eben auch dieser Ortsname gehöre.

## Ähnlicher Fall
Einen ähnlichen Fall gab es in dem Dorf Castrillo Matajudíos („Castrillo tötet Juden“) in Nordspanien. Seit 1627 hielt der Ort den Namen. In einem Votum parallel zur Europawahl 2014 entschieden sich 29 von 56 Abstimmungsberechtigten für einen neuen Namen und 19 dagegen. Seither heißt der Ort „Mota Judios“ („Judenhügel“).